# أنغالكوك (شامان)

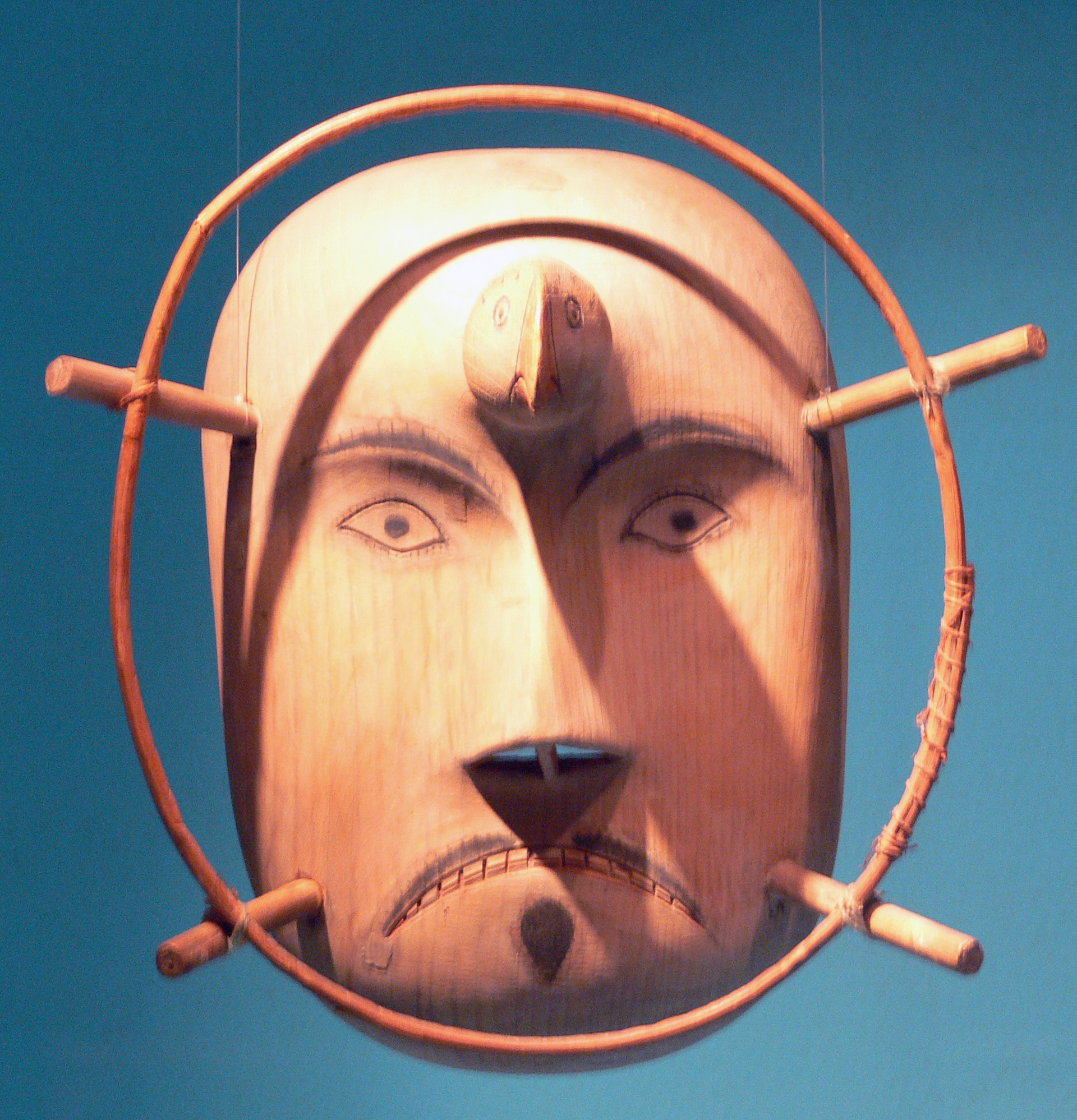
شتوتغارت، متحف ليندن

أنغالكوك (بالإنجليزية: Angalkuq) في ميثولوجيا الأسكيمو هو الشامان عند الإسكيمو الذي يستمد قواه من الأحلام أو التدريب الدائم أو ينقذ من محنة وخيمة النتائج. وواجباته الأساسية هي أن يضمن اللعبة.